# Teraj
Teraj – nizinny pas bagiennych stepów, sawann i lasów, ciągnący się od południowych stóp Himalajów i od Bhutanu wzdłuż granicy nepalsko-indyjskiej.
Od tej nazwy wywodzi się słowo Taraj, określające kotka cętkowanego.